# Почётный гражданин Липецка
Почётный гражданин города Липецка — почётное звание, присуждаемое за особые заслуги гражданина перед городом. Является поощрением его личной деятельности, направленной на повышение авторитета города Липецка, обеспечение его благополучия и процветания.
Звание «Почётный гражданин города Липецка» присваивается при жизни:
- жителям города Липецка, прославившим город и страну своим трудовым или героическим подвигом, обладающим высокими моральными и нравственными качествами;
- гражданам России и других государств, которые своей деятельностью внесли особый вклад в развитие города и укрепление дружественных связей с жителями города Липецка.

Звание присваивается решением городского Совета депутатов один раз в год в канун «Дня города» и не более чем двум кандидатам, по ходатайству трудовых коллективов предприятий, общественных, государственных организаций и органов местного самоуправления.
Почётному гражданину города Липецка вручаются:
- нагрудный знак «Почётный гражданин города Липецка»;
- диплом «Почётный гражданин города Липецка»;
- удостоверение «Почётный гражданин города Липецка»;
- единовременное денежное вознаграждение.

Сведения о лице, удостоенном звания «Почётный гражданин города Липецка», заносятся в Книгу Почётных граждан города Липецка, которая хранится в Липецком городском Совете депутатов.

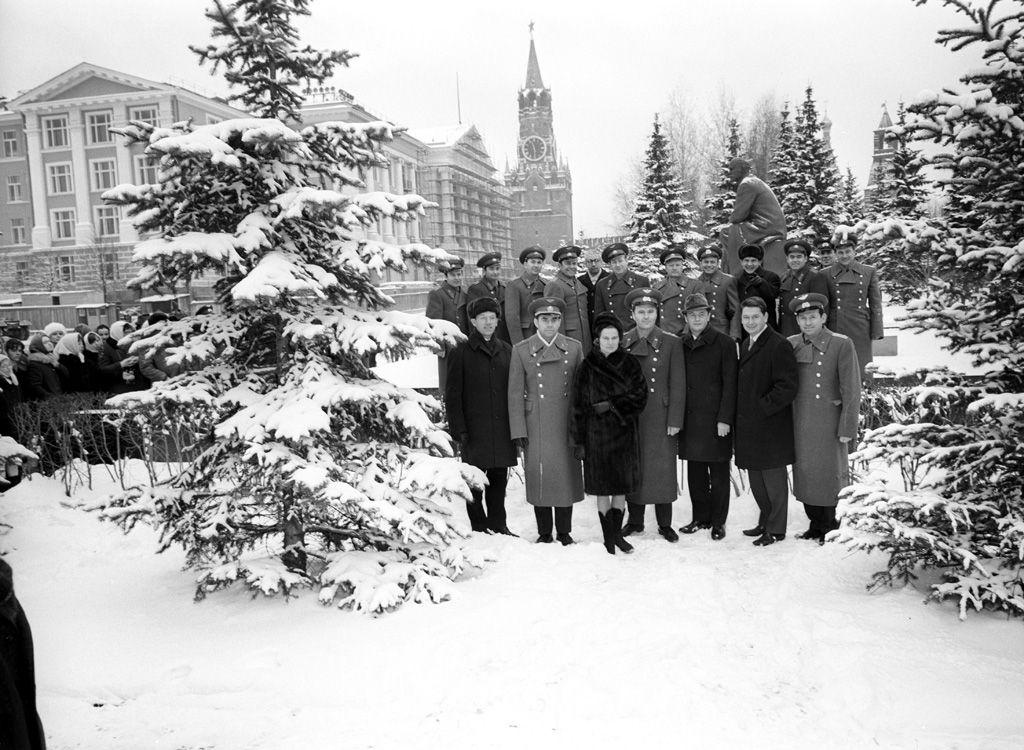
Анатолий Филипченко — дважды Герой Советского Союза, космонавт (во втором ряду, первый справа)

Иван Франценюк — заслуженный металлург Российской Федерации, возглавлял Новолипецкий металлургический комбинат с 1978—2005 годы

## Список почётных граждан города Липецка
Политики и государственные деятели
- Клюев, Митрофан Алексеевич — голова города Липецка.
- Королёв, Олег Петрович — глава администрации Липецкой области.
- Яхонтов, Николай Георгиевич — председатель Липецкого горисполкома (1967—1979).
- Марков, Владимир Николаевич — первый секретарь Липецкого городского комитета КПСС (1979—1988).
- Тененбаум, Михаил Ильич — первый секретарь Липецкого городского комитета КПСС (1940—1946).

Церковные деятели
- Никон (Васин) — митрополит Липецкий и Задонский, епископ Русской православной церкви.

Космонавты
- Филипченко, Анатолий Васильевич — дважды Герой Советского Союза, почётный гражданин городов: Калуга, Острогожск, Чита, Аркалык и Караганда (Казахстан), Сумы (Украина), Хьюстон (США), пгт Давыдовка, Михайлов.

Работники балета, театра и кино
- Безденежный, Анатолий Дмитриевич — народный артист России, ведущий солист-вокалист оперного и камерного пения[1].

Художники, скульпторы и архитекторы
- Гришко, Юрий Дмитриевич — народный художник РФ, член-корреспондент Петровской Академии наук и искусства, член-корреспондент Российской Академии художеств, скульптор[2][3].
- Соломин, Владилен Харитонович — заслуженный строитель, главный архитектор Липецкой области.
- Мазур, Олег Иванович — архитектор, генеральный директор ОАО «Оргтехстрой».

Заслуженные врачи
- Машина, Валентина Александровна (1935—2016) — акушер-гинеколог, заведующая первым операционным гинекологическим отделением МСЧ «HЛMK» (1977—2007).

Военные
- Кириллов, Александр Семёнович — Герой Советского Союза, полковник авиации.
- Кованев, Иван Фёдорович — Герой Советского Союза, почётный гражданин Гатчины, полковник авиации.
- Пешков, Олег Анатольевич — Герой Российской Федерации, подполковник ВКС.

 Учёные
- Папанин, Иван Дмитриевич — исследователь Арктики, дважды Герой Советского Союза, почётный гражданин городов-героев Севастополя и Мурманска, города Архангельска и Ярославской области, контр-адмирал.

Учителя

Работники права
- Усик, Николай Иванович — заслуженный юрист РСФСР, судья высшей квалификации[4].

Писатели
- Панюшкин, Сергей Парфирьевич — член Союза писателей России и Международной ассоциации писателей-маринистов и баталистов, почётный гражданин города Астрахани, профессор, поэт, прозаик, краевед[5].
- Васильчиков, Александр Иларионович — писатель и общественный деятель из рода Васильчиковых, родоначальник кооперативного движения в России, действительный статский советник, владелец образцового в хозяйственном отношении имения Трубетчино (Липецкая область).

Историки, археологи
- Левенок, Всеволод Протасьевич — археолог.

Заслуженные строители страны
- Григорьев, Виктор Александрович — генеральный директор ЗАО СУ-11 «Липецкстрой»[6].
- Шуминский, Сергей Лукьянович — управляющий трестом «Липецкстрой», организатор строительного комплекса в Липецке[7].

Герои Социалистического Труда
- Франценюк, Иван Васильевич — Герой Социалистического Труда, почетный гражданин Липецкой области, заслуженный металлург Российской Федерации, лауреат Государственной премии СССР, возглавлял Новолипецкий металлургический комбинат в 1978—2005 годах[8].
- Куприянов, Иван Пантелеевич — Герой Социалистического Труда, почетный металлург СССР, депутат Липецкого горсовета.
- Саунин, Василий Павлович — Герой Социалистического Труда, депутат облсовета.

Работники промышленности
- Клименков, Василий Яковлевич — директор Липецкого тракторного завода[9].
- Белянский, Андрей Дмитриевич — первый заместитель генерального директора АО «НЛМК».

Предприниматели-миллиардеры
- Лисин, Владимир Сергеевич — личное состояние $15,9 млрд, в 2012 году, (2 место в России), основным активом его является контрольный пакет акций Новолипецкого металлургического комбината.